# Farná
Farná (in ungherese Farnad) è un comune della Slovacchia facente parte del distretto di Levice, nella regione di Nitra.